# Kåfjorden
Kåfjorden (płnlap. Njoammelgohppi) – fiord w pobliżu miejscowości Alta w okręgu administracyjnym Finnmark w Norwegii. Fiord ten, długości około 7 kilometrów, jest odgałęzieniem dużego fiordu Alta. Na jego północnym brzegu znajduje się wioska Kåfjord. Autostrada europejska E6 również biegnie wzdłuż północnego brzegu fiordu. W roku 2013 zbudowano nowy most autostradowy, który biegnąc nad Kåfiordem skraca połączenie nadbałtyckiego portu promowego Trelleborg w Szwecji z Kirkenes w pobliżu granicy Norwegii z Rosją.
W Kåfiordzie kotwiczył w czasie II wojny światowej niemiecki pancernik Tirpitz, atakowany w roku 1943 przez brytyjskie miniaturowe okręty podwodne w ramach operacji Source i przez samoloty Royal Navy podczas operacji Tungsten, Mascot, Goodwood i Paravane w 1944 roku.